# Catada philemonalis
Catada philemonalis är en fjärilsart som beskrevs av Walker 1858. Catada philemonalis ingår i släktet Catada och familjen nattflyn. Inga underarter finns listade i Catalogue of Life.